# Fredy Guarín
Fredy Alejandro Guarín Vásquez (pronunție în spaniolă [ˈfɾeði ɣwaˈɾin]; n. 30 iunie 1986, Puerto Boyacá⁠(d), Boyacá, Columbia) este un fotbalist columbian retras din activitate, care a evoluat pe postul de mijlocaș.
Guarín s-a făcut cunoscut evoluând la FC Porto în Portugalia, unde a petrecut patru sezoane câștigând 10 titluri majore, dintre care 3 campionate naționale și UEFA Europa League 2010-2011.
Guarín a reprezentat Columbia la Copa América 2011 și la Campionatul Mondial din 2014.

## Goluri internaționale
La 17 august 2013.
| # | Dată              | Stadion                                                        | Adversar  | Scor | Rezultat | Competiție                                             |
| - | ----------------- | -------------------------------------------------------------- | --------- | ---- | -------- | ------------------------------------------------------ |
| 1 | 26 martie 2011    | Estadio Vicente Calderón, Madrid, Spania                       | Ecuador   | 1–0  | 2–0      | Meci amical                                            |
| 2 | 11 noiembrie 2011 | Estadio Metropolitano Roberto Meléndez, Barranquilla, Columbia | Venezuela | 1–0  | 1–1      | Calificările pentru Campionatul Mondial de Fotbal 2014 |
| 3 | 14 august 2013    | Mini Estadi, Barcelona, Spania                                 | Serbia    | 1–0  | 1–0      | Meci amical                                            |

## Palmares

### Club
Porto
- Primeira Liga: 2008–09, 2010–11, 2011–12
- Taça de Portugal: 2008–09, 2009–10, 2010–11
- Supertaça Cândido de Oliveira: 2009, 2010, 2011
- UEFA Europa League: 2010–11
- Supercupa Europei: Finalist 2011
- Taça da Liga: Runner-up 2009–10